# Étienne-Pierre Munier d'Haudimont
Étienne-Pierre Munier d'Haudimont, né en 1751 à Paris et mort en 1803 dans la même ville, est un compositeur, maître de chapelle et abbé français.

## Biographie
Quelques années après sa naissance, Haudimont devient enfant de chœur à l'église Saint-Eustache de Paris. Il étudie au séminaire de Soissons, puis il retourne à Paris à l'âge de 19 ans pour intégrer la maîtrise de Notre-Dame de Paris, où il suit les cours d'harmonie et de composition du maître de musique Louis Homet. De 1782 à 1788, il est maître de chapelle aux Saints-Innocents (et donc à Saint-Jacques-de-la-Boucherie après leur réunion). Il fonde une école de composition, dans laquelle étudie François-Louis Perne. Le musicographe et biographe François-Joseph Fétis décrit l'abbé d'Haudimont comme un bon violoniste. Haudimont meurt probablement pendant les troubles de la Révolution.

## Œuvres
L'œuvre d'Haudimont comporte de la musique pour chœur, des sonates et concertos. Parmi sa musique chorale on trouve des Leçons de Ténèbres, un Magnificat et un Alma redemptoris mater. Haudimont rédige aussi une Instruction abrégée pour la composition.